# 环肋樱蛤
环肋樱蛤（学名：Cyclotellina remies），是帘蛤目樱蛤科Cyclotellina属的一种。主要分布于印度尼西亚、南海、新加坡、马来西亚、中国大陆，常栖息在潮间带至潮下带20米、潮间带中区泥沙质底的海底。